# Acronicta dolens
Acronicta dolens är en fjärilsart som beskrevs av Druce 1889. Acronicta dolens ingår i släktet Acronicta och familjen nattflyn. Inga underarter finns listade i Catalogue of Life.